# モンゴンゴ
モンゴンゴ（Mongongo）はトウダイグサ科の単型属Schinziophytonの植物で、かつてはRicinodendron rautaneniiの名で知られていた。木は大きく広がり、高さは15～20メートルにも達する。樹木の茂った丘や砂丘の内部に見られ、カラハリ砂漠の土壌型に関連している。葉は特徴的な手の形で、黄白色の木材はバルサに似て軽くて丈夫である。黄みがかった花をつける。

## 果実
卵形の柔らかい果実で、毎年3月から5月にかけて熟して落ちる。くぼみのある厚くて硬い殻の周りの薄い果肉は食用になる。さらに殻の中身は栄養価が高く美味なナッツである。

## 分布
モンゴンゴはアフリカ南部に広く分布する。いくつかの分布帯に分けられるが、最大のものはナミビア北部からボツワナ北部、ザンビア南西部、ジンバブエ西部に及ぶ。他の分布帯はマラウィ東部、またモザンビーク東部に見られる。

## 伝統的な利用
一部の地域では、モンゴンゴの果実とナッツは「主食」と称されるほどよく食べられる。特にボツワナ北部とナミビアのサン人の文化において最も顕著であり、サン人の社会では少なくとも7000年以上にわたって消費されてきたことが考古学的に証明されている。その人気の一部は、1年もの保存に耐える保存性や芳香に起因している。
まず、皮を柔らかくするために乾燥した果実を蒸らす。皮を剥いてから、栗色の果肉が内側の硬いナッツから剥離するまで水で煮る。柔らかくなった果肉は食べ、ナッツは後で炒るために取っておく。あるいは、ナッツはゾウの糞から集める。硬いナッツは消化過程を経ても無傷で残るため、ゾウがナッツを集める仕事をしてくれるのだ。炒っている間ナッツは直接火に当てず、砂を使って熱を均等に拡散させる。一度乾かすと殻は簡単に割れ、柔らかい内側の殻に包まれた中身が現れる。それをそのまま食べるか、砕いたものを材料として他の料理に入れる。
ナッツから取れる油も、冬の乾季に垢を取り肌を潤わせるマッサージに利用する伝統がある。一方、硬いナッツの外殻は占いの「骨」として人気がある。軽くて丈夫な木材からは優れた釣り浮き、玩具、覆い、画板が作られる。近年ではダーツ盤や荷箱を作るのにも使われている。
モンゴンゴの実は非常に栄養価が高く、人間にとっても少量で効率的にカロリーを取ることのできる有用な植物であり、モンゴンゴの木がたくさん自生している地域に暮らすサン人は、この実を食用として採集するために1日平均2～3時間程度の労働をするだけで十分に生活が成り立っている。かつて欧米人がサン人に農業をするよう勧めたところ、サン人は「モンゴンゴの実がそのへんにいくらでもあるのに、どうしてわざわざ農業をしなければならないのか」と言って取り合わなかったという逸話もある。

## 栄養分
ナッツ100グラムあたり
- 57 g 脂肪
  - 43% 多価不飽和脂肪酸
  - 17% 飽和脂肪酸
  - 18% 一価不飽和脂肪酸
- 26 g たんぱく質
- 193 mg カルシウム
- 527 mg マグネシウム
- 3.7 mg 鉄
- 4 mg 亜鉛
- 2.8 mg 銅
- 0.3 mg ビタミンB1 (チアミン)
- 0.2 mg ビタミンB2 (リボフラビン)
- 0.3 mg ナイアシン (ニコチン酸)
- 565 mg ビタミンE (トコフェロール)

## 参考記事
1. ↑  「ナッツの歴史」p127-128　ケン・アルバーラ著　田口未和訳　原書房　2016年8月27日第1刷
2. ↑  THE MONGONGO/MANKETTI NUT - Ricinodendron rautanenii (Schinziophyton rautanenii)
3. ↑  「ナッツの歴史」p128　ケン・アルバーラ著　田口未和訳　原書房　2016年8月27日第1刷